# Thanh Hóa (provincie)
Thanh Hóa is een provincie van Vietnam.
Thanh Hóa telt 3.467.609 inwoners op een oppervlakte van 11.168 km².

## Districten
Thanh Hóa is onderverdeeld in drie steden (Thanh Hóa, Sầm Sơn en Bỉm Sơn) en 24 districten:
| - Bá Thước - Cẩm Thủy - Đông Sơn - Hà Trung - Hậu Lộc - Hoằng Hóa - Lang Chánh - Mường Lát - Nga Sơn - Ngọc Lặc - Như Thanh - Như Xuân | - Nông Cống - Quan Hóa - Quan Sơn - Quảng Xương - Thạch Thành - Thiệu Hóa - Thọ Xuân - Thường Xuân - Tĩnh Gia - Triệu Sơn - Vĩnh Lộc - Yên Định |